# مايك باركر (واثب حواجز)
مايك باركر (بالإنجليزية: Mike Parker) هو واثب حواجز ‏ بريطاني، ولد في 2 مايو 1938 في بريدجنورث ‏ في المملكة المتحدة.

## وصلات خارجية
- مايك باركر على موقع أوليمبيديا (الإنجليزية)
- مايك باركر على موقع اللجنة الأولمبية البريطانية (الإنجليزية)